# Yésero
Yésero (arag. Yesero) – gmina w Hiszpanii, w Aragonii, w prowincji Huesca, w comarce Alto Gállego.
Powierzchnia gminy wynosi 30,2 km². Zgodnie z danymi INE, w 2005 roku liczba ludności wynosiła 70, a gęstość zaludnienia 2,31 osoby/km². Wysokość bezwzględna gminy równa jest 1.132 metry. Kod pocztowy do gminy to 22639.

## Demografia
| 1991 | 1996 | 2001 | 2004 | 2005 |
| ---- | ---- | ---- | ---- | ---- |
| 53   | 70   | 81   | 77   | 70   |